# Губський заказник
Гу́бський заказник — гідрологічний заказник місцевого значення в Україні. Розташований на території Звенигородського району Черкаської області, квартал 40, виділ 6 та квартал 41, виділ 12 Хлипнівського лісництва. 
Площа — 7,5 га, статус отриманий 28 листопада 1979 року.
Охороняється водно-болотний масив з типовою рослинністю.